# وتدية مستدقة
وتدية مستدقة (الاسم العلمي: Corynebacterium minutissimum) هي نوع من البكتيريا تتبع جنس الوتدية من فصيلة الوتديات. وهي عبارة عن طفح جلدي من نوع بكتيريا إيجابية الغرام سببه مرتبط بشكل رئيسي بالوذح . ويمكن تمييز بكتيريا الوتدية المستدقة من الطفح الجلدي، من خلال تعريض المنطقة المصابة إلى ضوء مصباح وود . بكتيريا الوتدية المستدقة تنتج البورفيرنيات التيي تصبح ألوانها مرجانية حمراء.

## السبب
الوتدية المستدقة هي إيجابية الجرام، ، عصية الهوائية أو بمعنى آخر بما يسمى بالبكتيرية اللاهوائية الاختياريا. ارتباطه مع المرض الأكثر شيوعا الإنسان هو عدوى الجلد السطحية( الوذح)، ، 
ولكن تم اكتشاف 14 حالة لبكتيريا الوتدية المستدقة غير مرتبطة بحالة الوذح وانما أسبابها خراجات الثدي المتكررة، وانساء اللواتي خضعوا لاستئصال عنق الرحم ، وكذلك في حالات خراج ضلعي غضروفي مريض بفيروس نقص المناعة البشرية . وتم أيضا الإبلاغ عن ثلاث حالات من العدوى داخل الأوعية المتصلة بالقسطرة و الناسور ، . وحالتان لمرضى العيون ؛و حالة واحدة من التهاب الشغاف و التهاب الحويضة والكلية، وحالة في الرضع الذين مصابون بموه الكلية . وقد استعرضت ثلاث حالات لتجرثم الدم ،

## وصلات خارجية
- http://cid.oxfordjournals.org/content/35/4/e40.full
- http://www.rightdiagnosis.com/medical/corynebacterium_minutissimum.htm
- http://www.ncbi.nlm.nih.gov/pubmed/12145741